# Мальсагов, Созерко Артаганович
Созерко́ Артага́нович Мальса́гов (17 июня 1895, Альтиево, Терская область — 25 февраля 1976, Глоссоп, Дербишир) — офицер Русской императорской армии, белогвардеец-деникинец ингушского происхождения, участник побега из Соловецкого лагеря особого назначения, офицер Войска Польского, участник польского и французского Сопротивления, автор воспоминаний.

## Биография
Родился 17 июня 1895 года в Альтиево (ныне — район Назрани).
Отец Созерко — Артаган Арцхоевич Мальсагов (1849—?), ингуш, в 1869 году всадник 3-й сотни Терской постоянной милиции, в 1871 — оруженосец 3-го взвода горцев Лейб-гвардии Кавказского эскадрона конвоя Е. И. В., вернувшись на Кавказ, был командиром 4-й сотни Терско-Горского конно-иррегулярного полка, участник русско-турецкой войны 1877—1878 годов. Мать — Хани Базоркина, дочь генерала Бунухо Базоркина, героя Шипки, командира Ингушского дивизиона Терско-Горского конно-иррегулярного полка 13-го армейского корпуса.
Общее образование Созерко получил в Воронежском Михайловском кадетском корпусе. 23 сентября 1912 года вступил в службу юнкером рядового звания в Московское Александровское военное училище. По окончании училища по 1-му разряду в 1913 году, был выпущен подпоручиком в 29-й Сибирский стрелковый полк, который в июле 1914 года был передислоцирован в Царство Польское.
Участник Первой мировой войны. Ранен в сентябре 1914 года и отправлен в госпиталь во Владикавказ. Награждён орденом святого Станислава с мечами и бантом. В марте 1915 года переведён в запасную сотню Ингушского конного полка Дикой дивизии, а в июле — в Ингушский конный полк. В 1917 году женился на Леби Измайловой, дочери купца 2-й гильдии Шахбота Измайлова.
Во время выступления генерала Корнилова Созерко командовал эскадроном в 3-й бригаде, включавшей Ингушский и Черкесский конные полки. 
В Добровольческой армии Деникина Мальсагов командовал Первым ингушским кавалерийским полком. Участвовал в боях на Царицынском фронте в составе Кавказской армии. В своих воспоминаниях Мальсагов об этом периоде написал: «Катастрофа Добровольческой армии вынудила всех нас искать убежища в горах. Постоянно сталкиваясь с нападающим врагом, наша кавалерийская бригада достигла реки Терек, где и была расформирована. Наиболее стойкие и надёжные её части пересекли границу Грузии, в то время ещё независимого государства…». Создание кавалерийского полка под командованием Султана Клыч-Гирея. Рейд на Кубань. Участие в партизанской войне против советской власти на Кавказе. Уход в Аджаристан.
Поверив в амнистию 1922 года, по которой было обещано полное прощение белогвардейцам «всех рангов и категорий», Созерко ради воссоединения с семьёй в апреле 1923 года вернулся из Турции и добровольно сдался ЧК. «Когда я сослался на официальные слова амнистии, — писал Мальсагов, — следователь прямо взревел от смеха: „Отведите его в камеру и пусть ему там покажут амнистию“. И действительно — они показали!».
Прошёл тюрьмы Тифлиса, Баку, Махачкалы, Грозного и Владикавказа. 30 ноября 1923 года приговорён: «По приказу административной комиссии народного комиссариата внутренних дел по высылке гражданин Мальсагов признан виновным в преступлениях против основ государства, предусмотренных статьями 64 („Организация террористических актов и сотрудничество с иностранцами“) и 66 („Шпионаж в пользу международной буржуазии“) Уголовного Кодекса РСФСР…» к 3-м годам заключения на Соловках.
С января 1924 по май 1925 года Мальсагов — заключённый Соловецкого лагеря особого назначения. 15 мая Созерко с товарищами по заключению — кадровым офицером Ю. Д. Бессоновым, двумя поляками Э. Мальбродским и М. Г. Сазоновым и присоединившимся к группе в последний момент кубанским казаком Василием Приблудиным — совершили побег. Позднее Мальсагов вспоминал: «Финны приняли нас приветливо. Накормили и отправили в Улеаборг… Нам пришлось пробыть несколько дней в тюрьме, пока рассматривалось наше дело… Но после Соловков и карельских лесов эта тюрьма показалась сущим раем». В Финляндии Мальсагов получил «нансеновский паспорт» и с ним переехал в Ригу. Там уже в 1925 году он начал писать воспоминания «Адский остров», опубликованные в Англии в 1926 году. Перевод был осуществлён при поддержке бывшего посла России в Англии К. Д. Набокова и поэта Ивана Савина. Мальсагов вступил в полемику с Парижским Комитетом Политического Красного Креста, добиваясь фактического восстановления прав политзаключённых. По словам Дженнет Скибневской, на Мальсагова дважды агентами ОГПУ были совершены покушения.
С августа 1927 по сентябрь 1939 года Мальсагов служил в польской кавалерии, сначала по контракту, позднее как кадровый офицер. Он ротмистр польской кавалерии во Львове (14 полк Язловецких уланов), в Белостоке (10 полк уланов), в Хелмне (8 полк конных стрелков). В сентябре 1939 начало Второй мировой войны Мальсагов встретил в Поморье в должности командира эскадрона, вёл тяжёлые бои с немцами. Взят в плен и отправлен в офицерский лагерь в Германию.
С 3 по 21 сентября 1944 года Мальсагов находился в резерв-лазарете в Баварии и оттуда совершил побег в Польшу. Участвовал в Польском сопротивлении, а затем переправлен во Францию. Подпольная кличка «Казбек». Имя Созерко Мальсагова вошло в «Антологию борцов за свободу Польши».
После войны жил в Англии. Работал в Исламском Культурном Центре, вошёл в «Межнациональный Комитет по проведению процесса против политики геноцида (народоубийства), проводимой коммунистической властью», созданного в Мюнхене в 1951 году. Вместе с другими членами Комитета собирал сведения и свидетельства о проводимых в СССР национальных репрессиях, опубликованные в журнале «Свободный Кавказ».
Последние годы жизни провёл в доме для кавказских ветеранов в Портлэнд-Хаусе в Эштоне. В 1973 году перенёс тяжёлую операцию на желудке. Скончался в больнице Шайр Хилл (Shire Hill Hospital) 25 февраля 1976 года.
В 1963 году Мальсагов писал своей дочери Мадине: «Поверь, священный идеал остатка моей жизни — это умереть на отцовской земле и быть похороненным на родовом кладбище в милом и бессмертном Альтиеве, где лежат кости моих отцов, братьев, сестёр и матери…».
28 августа 1990 года Созерко Мальсагов был реабилитирован.

## Семья
- Брат — Амай[4].
- Брат — Орцхо (11.04.1897 — 1962[5])[4].
- Брат — Арсамак (?—до 1963)[4].
- Жена — Леби Шахбулатовна (Шахботовна) урождённая Измайлова[1] (1898—1980)[3]
  - Дочь — Раиса (1920—2000), инженер, с 1952 замужем за ингушским поэтом Д. Х. Яндиевым (1916—1979), автор мемуаров «Записки спецпереселенки»[6].
    - Внук — Шахбулат Яндиев осуществил обратный перевод на русский воспоминаний деда.
    - Внук — Хаджи-Мурат Яндиев установил кенотаф, два чёрных обелиска, на родовом Мальсаговском кладбище в селе Альтиево
    - Внучка — Марьям Яндиева (род. 1953)

  - Дочь — Мадина (1924 — 15 июля 2017, Сунжа, Ингушетия).
    - Внук — Сафар Льянов. Сафар и его  жена Мовлатхан привезли горсть земли с могилы Созерко на могилу его жены Леби.

## Реакция на публикацию воспоминаний
Предполагают, что пропагандистская поездка М. Горького на Соловки в 1929 году и его очерк «Соловки» является частью ответной кампании на публикацию воспоминаний участников побега Мальсагова и Безсонова. Позднее был снят пропагандистский фильм о том, как на Соловках «делаются полезные граждане». Начальник Управления СЛОНа Ф. Эйхманс, организовал серию опровержений «клеветнических домыслов» Мальсагова в газете «Новые Соловки». В «Правде» гневное опровержение опубликовал Михаил Кольцов.

## Публикации
- "Соловки. Остров пыток и смерти (Записки бежавшего с Соловков офицера С. А. Мальсагова) // «Сегодня». Рига, 29 ноября - 30 декабря 1925 г. (публикация почти в каждом номере)
- S. A. Malsagof. An Island Hell: A Soviet Prison in the Far North. London, A.M. Philpot LTD. 69, Great Russel Street, W.C.I., 1926. Translated by F. H. Lyon.
- Мальсагов С. А. Адские острова: Сов. тюрьма на Дальнем Севере / пер. с англ. Ш. Яндиева. — Нальчик: Издательский центр "Эль-фа", 1996. — 127 с.